# Drogliberalism
Drogliberalism (även knark- eller narkotikaliberal) är ett begrepp för att beteckna en viss ökad tolerans mot droger. Politisk-teoretiskt är drogliberaler ofta Anarkister, socialliberaler, frihetliga socialister, nyliberaler.
Drogliberaler kan motiveras av libertinistiska överväganden eller utilitaristiska dito. Både nyliberaler och frihetliga socialister förenas dock i tron att kriminalisering av narkotika skapar fler problem än det löser: narkotikahandeln hamnar utanför samhällets kontroll och istället föder den en organiserad brottslighet som sedan kan komma att verka även inom andra områden. Narkomaner, som löper risk att hamna i fängelse eller på annat sätt bestraffas, kan dra sig för att söka sjukvård, vilket kan leda till personliga tragedier, onödigt mänskligt lidande och smittspridning. Anarkokapitalister accepterar droger då det inte är ett brott mot Icke-aggressionsprincipen.
En del drogliberaler ifrågasätter det moraliska i att kriminalisera beteenden som främst påverkar den enskilde själv. En lång rad andra beteenden som de flesta anser är självdestruktiva är trots det lagliga, och kriminaliseringen av narkotika innehåller därmed ett betydande mått av godtycke. Anhängare av en repressiv politik, "narkotikafundamentalisterna", brukar som svar på ett sådant påstående lyfta fram en lidande omgivning. En berättigad fråga i det sammanhanget då kan vara huruvida det lidandet beror på drogerna (och vad drogerna gör med brukarens beteende) eller om det beror på skamkänslor och oro som hänger samman med stigmatiseringen av narkotika i samhället och den utsatta situation narkomaner tvingas leva i.
Drogliberaler som huvudsakligen vägleds av pragmatiska överväganden vill vanligen endast legalisera vissa droger (särskilt cannabis), avkriminalisera bruk och innehav för eget bruk, minska straffen för narkotikabrott och tillåta program som ger narkomaner vissa typer av droger i utbyte med deltagande i avvänjningsprogram. De mer radikala, libertina drogliberalerna anser att varje form av kriminalisering är omoralisk eftersom det inskränker den enskildes frihet, som enligt denna syn måste inkludera rätten att bete sig på ett sätt som samhällsmajoriteten finner självdestruktivt.

## Företrädare
(I urval, utifrån politisk-teoretisk ståndpunkt)
- Ludwig von Mises, nyliberal.
- Ayn Rand, förespråkare av laissez faire.